# Guadalope
Der Río Guadalope ist ein 160 km langer rechtsseitiger Nebenfluss des Ebro im Nordosten Spaniens. Sein Einzugsgebiet hat eine Fläche von 3890 km². Er ist der zweitgrößte rechte Nebenfluss des Ebro.

## Geographie

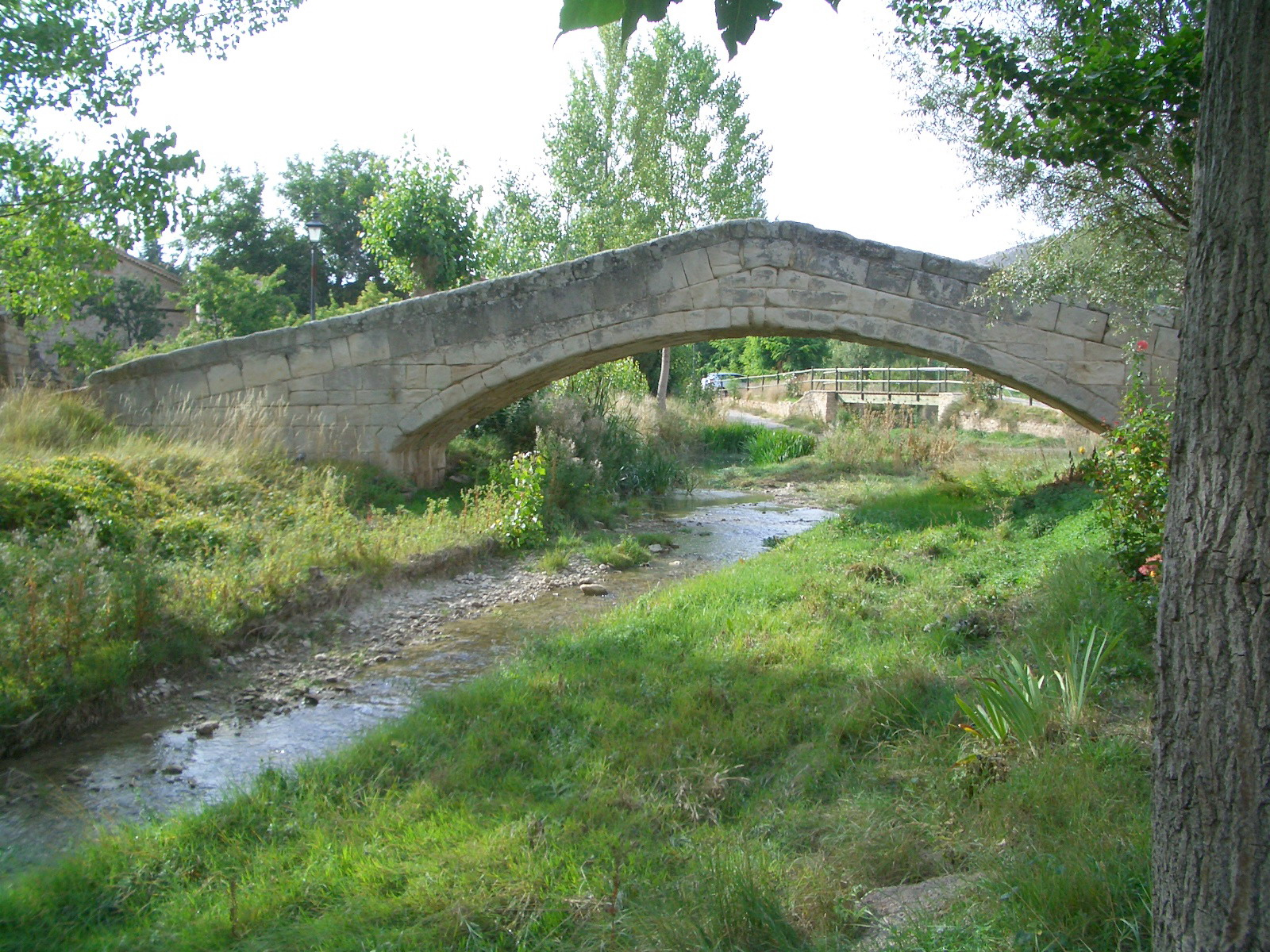
Mittelalterliche Brücke in Miravete.

Der Guadalope entspringt in der Sierra de Gúdar in der Provinz Teruel und strömt generell in nordöstlicher Richtung über Alcañiz, bis er bei Caspe in den durch die Embalse de Mequinenza aufgestauten Ebro mündet. Die Wasserführung wird durch Stauseen reguliert,  nämlich Aliaga am Oberlauf, Santolea und Calanda am Mittellauf und Caspe am Unterlauf. In seinem Lauf berührt der Guadalope die Orte Santolea, Calanda und Civan. Zuflüsse sind der Bergantes und der Guadalopillo mit den Stausee Gallipuén sowie der Fortanete, der Bordón, der Mezquín und der Aliaga. Im Einzugsgebiet des Guadalope liegt auch der Stausee La Estanca de Alcañiz.